# Liptovské Revúce
Liptovské Revúce es un municipio del distrito de Ružomberok en la región de Žilina, Eslovaquia, con una población estimada a final del año 2024 de 1442 habitantes.
Se encuentra ubicado al sur de la región, cerca del curso alto del río Váh (cuenca hidrográfica del Danubio) y de la frontera con la región de Banská Bystrica.

## Demografía
| Año        | 1994 | 2004    | 2014    | 2024    |
| ---------- | ---- | ------- | ------- | ------- |
| Población  | 1790 | 1686    | 1571    | 1442    |
| Diferencia |      | −5,81 % | −6,82 % | −8,21 % |

| Año        | 2023 | 2024    |
| ---------- | ---- | ------- |
| Población  | 1463 | 1442    |
| Diferencia |      | −1,43 % |